# 久生十蘭
久生 十蘭（ひさお じゅうらん、1902年4月6日 - 1957年10月6日）は、日本の小説家、演出家。北海道函館市出身。本名：阿部 正雄。推理小説、ユーモア小説、歴史・時代小説、現代小説、ノンフィクションノベルなど多彩な作品を手掛け、博識と技巧的な文体で「多面体作家」「小説の魔術師」と呼ばれた。

## 生涯
北海道函館区に、父・小林善之助と母・鑑（戸籍上は「カン」） の長男として生まれる。母方は回漕業を営む家の次女 で草月流生花の師匠、父は番頭頭だった（後に離婚）。2歳の時に両親と離れて、回漕業を営む祖父阿部新之助に養育される。1916年春に函館区立寶小学校高等科を卒業して北海道庁立函館中学校（現：北海道函館中部高等学校）に進学するも中退。東京の聖学院中学に編入するが、同年8月に中退した。この頃、芥川龍之介に私淑して文学書を耽読した。1920年に帰郷して、函館中学の先輩長谷川海太郎の父の経営する函館新聞社に勤務。演劇に興味を抱き、1922年に演劇集団「素劇会」に参加。1923年に函館の新聞記者や短歌団体「海峡詩社」の石川正雄、竹内清、高橋掬太郎らと同人グループ「生社」を結成、1924年に同人誌『生』に8編の詩、1926年に処女小説『蠶』、処女戯曲『九郎兵衛の最後』を発表。また函館新聞の文芸欄の編集、記事執筆をしながら、同欄で創作作品を掲載。1928年に上京し、岸田國士に師事。岸田が主宰する『悲劇喜劇』の編集に従事した。
1929年から1933年までフランスのパリに遊学、パリ物理学校でレンズ工学を2年、パリ市立技芸学校で演劇を2年研究してシャルル・デュランに師事する。母の鑑も息子を追って渡仏し、モンパルナスで挿花展を開いている。
1933年にパリ市立技芸学校を卒業し帰国、東京・青山で母と暮らす。新築地劇団演出部に入り、舞台監督を務めるが、まもなく脱退。函館中学校の後輩である水谷準が『新青年』（博文館）の編集長を務めていたことから、同誌に、1933年に著名人探訪記事、トリスタン・ベルナール『天啓』『夜の遠征』『犯罪の家』の翻訳、1934年にパリ滞在の経験を元にコン吉・タヌ子を主人公とした『八人の小悪魔』をはじめとする連作集（三一書房版全集で『ノンシャラン道中記』に改題）、1935年に初の本格的な小説『黄金遁走曲』などを発表。当初は本名を用いていたが、1936年の『金狼』から久生十蘭の名義を使用し始めたほか、谷川早、六戸部力(セクストン・ブレイクのもじり)、石田九万吉、阿部道代、狐野今吉、麹町子、覆面作家、安部正雄などの筆名を使った。1936年には、岸田の推薦で明治大学文芸科講師を務め、演劇論を教えた。1937年、岸田を発起人として結成された文学座に参加、文学座研究所の講師を務め、38年に文学座公演のジュール・ロマン作『クノック』を演出、内村直也作『秋水嶺』を岸田と共同演出。1937年にはフランスの探偵小説であるレオン・サジイ『ジゴマ』、ピエール・スーヴェルト&マルセル・アラン『ファントマ』、ガストン・ルルー『ルレタビーユ』などを『新青年』別冊付録として翻訳。この原稿料で軽井沢千ヶ滝に別荘を購入し、ここで『魔都』を執筆した。
1940年に岸田が大政翼賛会文化部長に就くと文化部嘱託となり、翼賛会宣伝部で『村の飛行兵』執筆。1941年に『新青年』の依頼で日中戦争下の中支に従軍、冬青座のために脚本『浜木綿』『蜘蛛』『朝やけ』『鰯雲』執筆。1942年舞台座の『鰯雲』を演出、大佛次郎夫妻の媒酌により三ツ谷幸子と結婚。1943年に海軍報道班として南方に派遣され、一時行方不明も伝えられたが、1944年に帰国。同年銚子へ疎開、1945年会津若松に疎開。終戦後の1946年に銚子へ転居。1947年末から鎌倉の材木座に住んだ。母の鑑が同居して茶道を教え、姉のテル（輝）が通いで助手を務めた。
1951年『朝日新聞』に『十字街』連載。1957年、ラジオドラマ『下北の漁夫』取材のために青森県の浅虫、野辺地に旅行し、その後の春頃から喉の異常を訴え、6月に食道癌により東京・板橋区の癌研究院に入院、10月に自宅で死去。『肌色の月』連載最後の1回は幸子夫人が執筆し、また告別式の日が『肌色の月』映画版の封切日となった。
没後の1969年頃から小栗虫太郎、夢野久作らとともに異色作家として注目されるようになり、新装再刊、作品集の刊行が多くなった。
筆名の久生十蘭は、シャルル・デュランのもじりとも、「久しく生きとらん」「食うとらん」の意とも言われるが、いずれも真偽は定かでない。『新青年』の編集者だった乾信一郎の回想によれば、「食うとらん」は『新青年』等に寄稿していた映画批評家の松下富士夫が発案したシャレであり、久生十蘭自身は「フランスの作家の名をもじっただけのことだよ」と語っていたという。熱狂的な愛読者は「ジュウラニアン」と呼ばれることもある。
受賞等
- 1939年 『キャラコさん』で第1回新青年読者賞を受賞。
- 1952年 『鈴木主水』により第26回直木賞を受賞。
- 1955年 『母子像』（英訳者は吉田健一）が『ニューヨーク・ヘラルド・トリビューン』紙主催の第2回国際短篇小説コンクールで第一席に入選。
- 直木賞候補に、11回『葡萄蔓の束」、15回『三笠の月』、16回『遣米日記』、17回『真福寺事件』。

## 作品
スピーディーな文体と的確な人間観察による、逆説的な論理と、めまぐるしく反転する展開を盛り込んだ作風。現代小説、特に探偵小説や捕物帖を多く執筆した。『海豹島』『地底獣国』のような秘境冒険小説、時代小説などの作品もある。『無惨やな』は『近世実録全書』の中の『姫路隠語』、『ハムレット』はルイジ・ピランデルロの『エンリコ四世』、『無月物語』はスタンダールの『チェンチ一族』を種本にし、『鈴木主水』は講談の同名作の設定に基づいているが、いずれも作者独自の小説に仕上げられている。
『ノンシャラン道中記』は、パリ滞在経験をもとにした旅行記風作品だが、1935年に同じコン吉・タヌ子を主人公として、初の本格的な小説『黄金遁走曲』を連載。その文体は当時の様々な大衆芸能から喜劇映画にいたるまでの要素が取り入れられている。またのちに中野美代子もコン吉・タヌ子を主人公にしたノンセンス・ドタバタ・ユーモア小説『南半球綺想曲』(1986)を書いている。
顎十郎捕物帳は異様に顎の長い風貌を持つ仙波阿古十郎を主人公とする捕物小説で、その風貌はエドモン・ロスタン作『シラノ・ド・ベルジュラック』のもじりとも言われ、都筑道夫はこれが岡本綺堂『半七捕物帳』に続く正統派捕物帳として、この二作を手本にして『なめくじ長屋捕物さわぎ』書いたと述べており、さらに『小説現代』の依頼により顎十郎の新シリーズ『新顎十郎捕物帳』も執筆した。
「無月物語」(1950)頃からは文体に「沈鬱でいながら明るい、重厚でありながら爽やかな響きが加わってきた」「森鴎外やメリメと相かよう、乾ききった、それでいて対象を一刀のもとに抉りださずにいない鋭さを持つ」（中井英夫） と言われるようになり、1952年「鈴木主水」直木賞受賞時の選後評では、大佛次郎「この浮気者（十蘭を指す）を抑へつけ、異例に属するゆたかな才能を軌道に落ち着かせる役を直木賞がするのだったら、意義のあることだと思った」、井伏鱒二「なるほど努力家であることは、表現に細心の注意を払はれていることによっても頷かれる」と述べられた。
私生活などを明かさないことでも知られた。太平洋戦争中の1943年に南方戦線（ジャワ島やアンボン島）で記した『従軍日記』が2004年に遺品の中から発見され、2007年に刊行された。従軍経験に関連する作品には、報道班員として戦地へ行く画家を描く『内地へよろしく』や、同様の設定の『風流旅情記』（『小説と読物』1950年7月号）があり、『母子像』はサイパン島玉砕の生き残りの親子を題材としている。
執筆には口述筆記を用いていた。また、出版の度に文章の加筆を多く行った。全集等で初めて単行本化された作品も多い。

### 長編・連作短編
- 『黄金遁走曲』（『新青年』1935年7-12月号、薔薇十字社・1973年）
- 『金狼』（『新青年』1936年7-11月号、新太陽社・1947年）
- 『魔都』（『新青年』1937年10月-1938年10月号、挿絵は吉田貫三郎が担当。新太陽社・1948年）
改訂新版：朝日文芸文庫・1995年、創元推理文庫・2017年、中公文庫・2025年
- 『キャラコさん』春陽堂 1939年（『新青年』1939年1-12月号）
- 『顎十郎捕物帖』博文館 1940年（『奇譚』1939年1月-1940年7月号、連載時は「六戸部力」名義、単行本は「谷川早」名義。別題『顎十郎評判捕物帳』『顎十郎捕物帳』。朝日文芸文庫・1998年）
- 『平賀源内捕物帳』春陽堂 1942年（『講談倶楽部』1940年1-8月号、「谷川早」名義、大日本雄弁会講談社・1949年、朝日文芸文庫・1996年、沖積舎・2016年）
- 『紀の上一族』大道書房 1943年（1942年『新青年』7月号、『講談倶楽部』10月号、『モダン日本』11月号）
- 『内地へよろしく』（『サンデー毎日』1944年7月2日号-同年12月、河出文庫、2015年）
- 『祖父っちゃん』（北海道新聞 1945年）
- 『皇帝修次郎三世』（『新風』1946年2-12月号）
- 『すたいる』（『婦人朝日』1947年7月-1948年1月号）
- 『黄昏日記』（『物語』1948年1月-1949年8月号）
- 『ココに泉アリ』（『読売新聞』 1948年4月24日-同年8月24日）
- 『氷の園』（『新大阪新聞』1949年10月-1950年5月）
- 『十字街』朝日新聞社 1952年（『朝日新聞』夕刊1951年1月6日-同年6月17日。朝日文芸文庫・1994年。小学館・2020年） - スタヴィスキー事件を題材にした作品。
- 『うすゆき抄』文藝春秋社 1952年（『オール讀物』1952年1-3月号）
- 『あなたも私も』毎日新聞社 1955年（『毎日新聞』夕刊1954年10月29日-1955年3月24日）
- 『われらの仲間』（『新潟日報』 1955年）
- 『愛情会議』河出書房 1955年（『オール讀物』1953年1-6月号『我が家の楽園』を改題）
- 『肌色の月』中央公論社 1957年（『婦人公論』1957年4-8月号、遺作、結末部は夫人の久生幸子が加筆）
- 『真説・鉄仮面』桃源社 1969年（『オール讀物』1954年1-10月号） - ボアゴベ『鉄仮面』の翻案。
- 『いつ また あう』盛林堂 2017年（『りぼん』1957年9 - 10月号、二反長半が1957年12月号から1958年9月号まで続きを連載）

### 代表的な短編
- 「湖畔」「黒い手帳」 1937年
- 「海豹島」「昆虫図」「だいこん」「地底獣国」（「安部正雄」名義）1939年
- 「生霊」1941年
- 「花賊魚」1942年
- 「ハムレット」1946年
- 「予言」1947年
- 「ノア」「勝負」「無月物語」1950年
- 「鈴木主水」1951年
- 「うすゆき抄」1952年
- 「母子像」1954年
- 「無惨やな」1956年

### 単行本
（上記以外）
- 『女性の力』博文館 1940年（小説選集）
- 『魚雷に跨りて』春陽堂 1942年
- 『稲荷の使ひ』鷺ノ宮書房 1947年（谷川早）
- 『だいこん』大日本雄弁会講談社 1949年
- 『母子像』新潮社 1955年（小説文庫）
- 『母子像・鈴木主水』角川文庫 1959年
- 『美国横断鉄路』奢霸都館 1975年
- 『久生十蘭「従軍日記」』講談社 2007年、講談社文庫 2012年。小林真二翻刻・橋本治解説

全集
- 『久生十蘭全集（全7巻）』三一書房 1969-1970年
- 『定本 久生十蘭全集（全11巻・別巻1）』国書刊行会、2008-2013年

江口雄輔、川崎賢子、浜田雄介、沢田安史：編集委員
作品集
- 『コレクシオン・ジュラネスク（全3巻）』出帆社 1973年
- 『肌色の月』中公文庫 1975年
- 『久生十蘭傑作選（全5巻）』社会思想社（現代教養文庫） 1976-77年
  - 『魔都』『黄金遁走曲』『地底獣国』『昆虫図』『無月物語』
- 『日本探偵小説全集 8 久生十蘭集』東京創元社・創元推理文庫 1986年
- 『叢書 新青年 久生十蘭―遁走するファントマ』博文館新社 1992年
- 『久生十蘭集』リブリオ出版（くらしっくミステリーワールド） 1997年
- 『久生十蘭集 ハムレット』日下三蔵編 ちくま文庫 2001年
- 『湖畔・ハムレット　久生十蘭作品集』講談社文芸文庫 2005年
- 『久生十蘭短篇選』川崎賢子編 岩波文庫 2009年
- 『久生十蘭短篇傑作選（全7巻）』河出文庫 2010-2013年
  - 『久生十蘭ジュラネスク』『十蘭万華鏡』『パノラマニア十蘭』『十蘭レトリカ』
  - 『十蘭錬金術』『十蘭ビブリオマーヌ』『十蘭ラスト傑作選』
- 『墓地展望亭・ハムレット他六篇』川崎賢子編 岩波文庫 2016年
- 『黒い手帳』日下三蔵編 光文社文庫 2022年
- 『肌色の月　探偵くらぶ』日下三蔵編 光文社文庫 2023年

### 放送台本
- 『一つの卵』小林勝脚色、NHK 1945年8月4日（原作『内地へよろしく』）
- 『夜の鷺』NHK第一放送（「東京千一夜」第4話） 1956年6月3日-7月29日（全8回）

（テレビ版）NHK 1959年8月14日-10月2日
- 『蜂雀』NHK第一放送 1957年1月4日
- 『下北の漁夫』NHK第一放送 1957年3月21日

各単行本化は『定本 久生十蘭全集 10』

### 翻訳
- レオン・サジイ『ジゴマ』博文館 1937年（コーベブックス南柯図書 1975年、中公文庫 1993年）
- ピエール・スーヴェルト&マルセル・アラン『ファントマ』1-2　博文館、1937年（コーベブックス南柯図書 1975年）
- ガストン・ルルー『ルレタビーユ』1-2、博文館 1939年
- フォルチュネ・デュ・ボアゴベイ『鉄仮面』博文館、1940年

## 原作作品

### 映画
- 『キャラコさん』森永健次郎監督、轟夕起子主演、日活 1939年
- 『舞台は廻る』田中重雄監督、笠置シヅ子主演、大映 1948年
- 『再会 第一部かりそめの逢瀬 第二部相寄る魂』木村恵吾監督、久我美子主演、大映 1953年
- 『おしゅん捕物帖 謎の尼御殿』滝沢英輔監督、月丘夢路主演、日活 1955年（原作「顎十郎捕物帳 都鳥」）
- 『愛情会議』萩山輝男監督、斎藤達雄主演、松竹 1955年
- 『母子像』佐伯清監督、山田五十鈴主演、東映 1956年
- 『拳銃を捨てろ』小石栄一監督、高倉健主演、東映 1956年
- 『肌色の月』杉江敏男監督、乙羽信子主演、東京映画・東宝 1957年

### テレビドラマ
- 『鎌いたち ―顎十郎捕物帳―』NHKテレビ 1957年、伊藤雄之助
- 『顎十郎捕物帳』TBS 1968年、若林豪
- 『霧の湖』 NHK 1974年（原作『肌色の月』）

### 漫画
- 『久生十蘭漫画集 予言・姦』KADOKAWA 2016年　河井克夫

## 海外への翻訳

### 中国本土（簡体字）
- 黑色記事本 （2010年12月，吉林出版集団有限責任公司）
  - 「黒い手帳」「湖畔」「月光と硫酸」「海豹島」「墓地展望亭」「母子像」「ハムレット」
- 地底獣国 （2010年12月，吉林出版集団有限責任公司）
  - 「肌色の月」「鶴鍋」「春雪」「雪間」「白雪姫」「地底獣国」「昆虫図」「水草」「骨仏」「予言」「虹の橋」
- 魔都 （2010年12月，吉林出版集団有限責任公司）
- 十字街 （2010年12月，吉林出版集団有限責任公司）

### フランス語
- Portrait d'une mère et de son enfant (La Famille - Anthologie de nouvelles japonaises contemporaines, Tome 4 所収) (Jean-Jacques Tschudin訳) (2009, Éditions du Rocher)
  - 「母子像」

英語
- 「Water Grass」Welkin Magazine: A Magazine of the Fantastic (2020年9月）